# Аркан (танец)

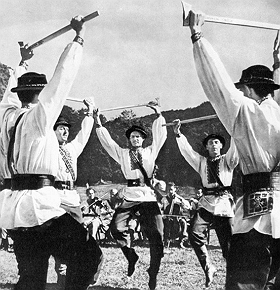

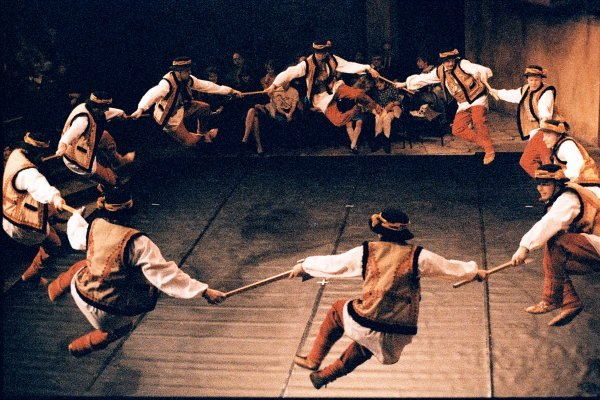

Аркан (укр. и русин. аркан, рум. arcan, arcanul, реже укр. и русин. арґан) — украинский народный мужской танец, распространенный среди гуцулов, в Ивано-Франковской, Черновицкой и Закарпатской областях. Известен также в Западной Молдове (Румыния).
Элемент обряда инициации, посвящения гуцульского юноши в мужчины, проходившего в возрасте около 20 лет. После прохождения обряда он получал право танцевать, носить топорик-бартку, широкий ремень-черес и убивать врагов). По преданию, аркан был танцем богатырей-опришков, спустившихся с гор. В Румынии верили, что аркан плясали при посвящении в калушары. Характерно ритмичное чередование — 2/4 в первом такте и 2/8 и 1/4 во втором. Танцуют аркан сомкнутым кругом или полукругом с топориками в руках или положив руки друг другу на плечи. Танцоры, начиная исполнения, могут ритмично покачиваться из стороны в сторону. Основной шаг повторяется на протяжении всего танца, чередуясь с разнообразными фигурами, команду для чередования подаёт один из танцоров, исполняющий роль ведущего. Аркан имеет две группы движений: 1) «прибий» и «зміни», 2) «підківка», «тропачок», «гайдук» (первая свойственна только аркану, вторая встречается также в коломыйке). В румынском аркане правая нога делает шаг в сторону (или делает двойные притоптывания по мере ускорения танца), а левая нога сгибается в колене и заходит назад, затем правая вновь делает шаг в сторону и цикл повторяется.
Древнейшее изображение данного танца встречается на фресках в румынском монастыре Хумор, датируемых началом XVI века. Румынский аркан исполнялся жителями села Фунду-Молдовей (ныне в составе жудеца Сучава) в Вене в 1908 году, а затем, в 1937 г. во время международного фольклорного фестиваля, проходившего в Лондоне. Сейчас в селе действует ансамбль народной музыки «Arcanul din Fundu Moldovei», исполняющий в том числе и упомянутый в статье танец.
Широкое хождение на Западной Украине танец имел до Первой мировой войны и до проведения поляками и мадярами политики пацификации, возродился же после 1925 года. Украинская певица Руслана, выступившая и победившая на Евровидении-2004 с песней Wild Dances, также включила в свой одноимённый альбом песню «Аркан», посвящённую данному танцу.

## Припевки
Танец иногда сопровождается припевками, исполняемыми танцорами. Так они звучат у гуцулов:
Гей, заграйте в бубни!

Гей, цимбали — грайте!

Вийшли ми на доли,

Вийшли ми на горе

Ворогам Вкраїни,

А собі на славу.

Гей, сміються води!

Гей, радіють гори!

Дух — у нашім тілі,

Дух із нами діє.

У однім пориві!

Благодать — у силі!

Гей, прославте нині!

Гей, славіте вічно!

Українську долю,

Гей, карпатську волю!

Гей, орлине щастя

Здобувати воям
(автор слов - Олег Гуцуляк Гуцуляк: Аркан – гуцульський танець ініціації)

У румын распространены следующие припевки:
Arcaneaua, brâul verde,

Vai, ca bine i se sede,

I se sede cui se sede,

Codrului cu frunza verde.

Foaie verde papanas,

Câte-un pinten, fecioras.

Luati sama, feciori, bine,

Sa nu patim vreo rusine,

Ca ne vad cele copile.

Trii batute, trii,

Trii sa le punem,

Trii sa le batem,

Trii si pentru mine,

Trii si pentru tine;

Înca trii ca n-o fost bune,

Alte trii pe loc le-om pune;

Trii batute, trii gatite,

Un genunche si-nainte.